# Премия «Золотая малина» худшей новой звезде
Премия «Золотая малина» худшей новой звезде (англ. Golden Raspberry Award for Worst New Star) — награда премии «Золотая малина», вручавшаяся худшему новому актёру или актрисе предыдущего года. Премия вручалась с 1982 по 1989 годы и с 1991 по 1999 годы.
Ниже представлен список всех лауреатов и номинантов этой награды.

## Лауреаты и номинанты
| Лауреаты — выделены отдельным цветом. |

### 1982—1989
| За год | Церемония | Лауреаты и номинанты |
| ------ | --------- | --- |
| 1981   | 2-я       | • Клинтон Спилсбьюри (за роль Одинокого рейнджера в фильме «Легенда об одиноком рейнджере»)                                                                      |
| 1981   | 2-я       | • Гэри Коулман (за роль Лестера в фильме «На правильном пути»)                                                                                                   |
| 1981   | 2-я       | • Мартин Хьюитт (за роль Дэвида Аксельрода в фильме «Бесконечная любовь»)                                                                                        |
| 1981   | 2-я       | • Мара Хобел (за роль молодой Кристины Кроуфорд в фильме «Дорогая мамочка»)                                                                                      |
| 1981   | 2-я       | • Майлз О’Киффи (за роль Тарзана в фильме «Тарзан, человек-обезьяна»)                                                                                            |
| 1982   | 3-я       | • Пиа Задора (за роль Кэди Тайлер в фильме «Бабочка») |
| 1982   | 3-я       | • Морган Фэйрчайлд (за роль Джейми Дуглас в фильме «Соблазнение»)                                                                                                |
| 1982   | 3-я       | • Лучано Паваротти (за роль Джорджо Фини в фильме «Да, Джорджо»)                                                                                                 |
| 1982   | 3-я       | • Эйлин Куинн (за роль Энни в одноимённом фильме) |
| 1982   | 3-я       | • Мистер Ти (за роль Джеймса «Клаббера» Лэнга в фильме «Рокки 3»)                                                                                                |
| 1983   | 4-я       | • Лу Ферриньо (за роль Геркулеса в одноимённом фильме) |
| 1983   | 4-я       | • Лони Андерсон (за роль Пембрук Фини в фильме «Гонщик Строкер»)                                                                                                 |
| 1983   | 4-я       | • Рэб Браун (за роль Йора в фильме «Йор, охотник из будущего»)                                                                                                   |
| 1983   | 4-я       | • дельфины Синди и Сэнди (за роль белой акулы в фильме «Челюсти 3»)                                                                                              |
| 1983   | 4-я       | • Финола Хьюз (за роль Лауры в фильме «Остаться в живых») |
| 1984   | 5-я       | • Оливия Д’Або (за роли Паломы и принцессы Дженны в фильмах «Болеро» и «Конан-разрушитель»)                                                                      |
| 1984   | 5-я       | • Мишель Джонсон (за роль Дженнифер Лайонс в фильме «Во всём виноват Рио»)                                                                                       |
| 1984   | 5-я       | • Аполлония Котеро (за роль Аполлонии в фильме «Пурпурный дождь»)                                                                                                |
| 1984   | 5-я       | • Андреа Оккипинти (за роль Анхела Контрераса в фильме «Болеро»)                                                                                                 |
| 1984   | 5-я       | • Расселл Тодд (за роль Скотта Нэша в фильме «Солнце, море и парни»)                                                                                             |
| 1985   | 6-я       | • Бригитта Нильсен (за роли Рыжей Сони и Людмилы Драго в одноимённом фильме и фильме «Рокки 4»)                                                                  |
| 1985   | 6-я       | • Эриан (за роль Трейси Цзю в фильме «Год дракона») |
| 1985   | 6-я       | • новая компьютерная версия Годзиллы (за роль Годзиллы в фильме «Годзилла 1985»)                                                                                 |
| 1985   | 6-я       | • Джулия Никсон (за роль Ко-Бао в фильме «Рэмбо: Первая кровь 2»)                                                                                                |
| 1985   | 6-я       | • Курт Томас (за роль Джонатана Кэбота в фильме «Гимката») |
| 1986   | 7-я       | • Эд Гейл, Тим Роуз, Стив Слип, Питер Бэрд, Мэри Уэллс и Лиза Штурц (за роль Утки Говарда в фильме «Говард-утка»)                                                |
| 1986   | 7-я       | • Джоан Чэнь (за роль Мэй-мэй в фильме «Тай-Пэн») |
| 1986   | 7-я       | • Митч Гэйлорд (за роль Стива Тевера в фильме «Американский гимн»)                                                                                               |
| 1986   | 7-я       | • Кристин Скотт Томас (за роль Мэри Шерон в фильме «Под вишнёвой луной»)                                                                                         |
| 1986   | 7-я       | • Брайан Томпсон (за роль Найта Слэшера в фильме «Кобра») |
| 1987   | 8-я       | • Дэвид Менденхолл (за роль Майкла Катлера/Хоука в фильме «Изо всех сил»)                                                                                        |
| 1987   | 8-я       | • Питер и Дэвид Пол (за роли Кутчека и Гора в фильме «Варвары»)                                                                                                  |
| 1987   | 8-я       | • Фил Фондакаро, Дебби Ли Каррингтон, Кевин Томпсон, Роберт Белл, Ларри Грин, Артуро Гилл и др. (за роли Garbage Pail Kids в фильме «Малыши из мусорного бачка») |
| 1987   | 8-я       | • Дебра Сэндлунд (за роль Пэтти Лэрин в фильме «Крутые ребята не танцуют»)                                                                                       |
| 1987   | 8-я       | • Джим Варни (за роль Эрнеста Уоррелла в фильме «Эрнест в лагере»)                                                                                               |
| 1988   | 9-я       | • Сквайр Фриделл (за роль Рональда Макдональда в фильме «Мак и я»)                                                                                               |
| 1988   | 9-я       | • лошадь (за роль лошади Дона в фильме «Удачное наследство») |
| 1988   | 9-я       | • Тами Эрин (за роль Пеппи Длинныйчулок в фильме «Новые приключения Пеппи Длинныйчулок»)                                                                         |
| 1988   | 9-я       | • Робби Роза (за роль Рико в фильме «Сальса») |
| 1988   | 9-я       | • Жан-Клод Ван Дамм (за роль Фрэнка Дюкса в фильме «Кровавый спорт»)                                                                                             |

### 1991—1999
| За год | Церемония | Лауреаты и номинанты |
| ------ | --------- | --- |
| 1990   | 11-я      | • София Коппола (за роль Мэри Корлеоне в фильме «Крёстный отец 3») |
| 1990   | 11-я      | • Ингрид Чавес (за роль Ауры в фильме «Мост граффити») |
| 1990   | 11-я      | • Лео Дамиан (за роль Фаусто в фильме «Призраки этого не делают») |
| 1990   | 11-я      | • Кэрри Отис (за роль Эмили Рид в фильме «Дикая орхидея») |
| 1990   | 11-я      | • Дональд Трамп (за камео в фильме «Призраки этого не делают») |
| 1991   | 12-я      | • Vanilla Ice (за роль Джона ван Оуэна в фильме «Холодный, как лёд») |
| 1991   | 12-я      | • Брайан Босворт (за роль Джо Хаффа/Джона Стоуна в фильме «Невозмутимый») |
| 1991   | 12-я      | • Милла Йовович (за роль Лилли Харгрейв в фильме «Возвращение в Голубую лагуну») |
| 1991   | 12-я      | • Брайан Краузе (за роль Пэдди Лестренджа/Ричарда Лестренджа-младшего в фильме «Возвращение в Голубую лагуну») |
| 1991   | 12-я      | • Кристин Минтер (за роль Кэти Уинслоу в фильме «Холодный, как лёд») |
| 1992   | 13-я      | • Поли Шор (за роль Стэнли «Стоуни» Брауна в фильме «Парень из Энсино») |
| 1992   | 13-я      | • Жорж Коррафас (за роль Христофора Колумба в фильме «Христофор Колумб: Завоевание Америки») |
| 1992   | 13-я      | • ёжик Кевина Костнера (за роль причёски Фрэнка Фармера в фильме «Телохранитель») |
| 1992   | 13-я      | • Уитни Хьюстон (за роль Рейчел Мэррон в фильме «Телохранитель») |
| 1992   | 13-я      | • Шэрон Стоун (за дань уважения Теодору Кливеру в фильме «Основной инстинкт») |
| 1993   | 14-я      | • Джанет Джексон (за роль Джастис в фильме «Поэтичная Джастис») |
| 1993   | 14-я      | • Роберто Бениньи (за роль жандарма Жака Гамбрелли в фильме «Сын Розовой пантеры») |
| 1993   | 14-я      | • Мейсон Гэмбл (за роль Денниса Митчелла в фильме «Деннис-мучитель») |
| 1993   | 14-я      | • Норман Голден II (за роль Девона Батлера в фильме «Полицейский с половиной») |
| 1993   | 14-я      | • Остин О'Брайен (за роль Дэнни Мадигана в фильме «Последний киногерой») |
| 1994   | 15-я      | • Анна Николь Смит (за роль Тани Питерс в фильме «Голый пистолет 33⅓: Последний выпад») |
| 1994   | 15-я      | • Джим Керри (за роли Эйса Вентуры, Ллойда Кристмаса и Стэнли Ипкисса/Маски в фильмах «Эйс Вентура: Розыск домашних животных», «Тупой и ещё тупее» и «Маска») |
| 1994   | 15-я      | • Крис Эллиотт (за роль Натаниэля Мэйвезера в фильме «Юнга») |
| 1994   | 15-я      | • Крис Айзек (за роль Дина Конрада в фильме «Маленький Будда») |
| 1994   | 15-я      | • Шакил О’Нил (за роль Неона Боду в фильме «Азартная игра») |
| 1995   | 16-я      | • Элизабет Беркли (за роль Номи Мэлоун/Полли Энн Костелло в фильме «Шоугёлз») |
| 1995   | 16-я      | • компьютерная горилла (за роль гориллы Эми в фильме «Конго») |
| 1995   | 16-я      | • Дэвид Карузо (за роли Дэвида Корелли и Джимми Киллмартина в фильмах «Шлюха» и «Поцелуй смерти») |
| 1995   | 16-я      | • Синди Кроуфорд (за роль Кейт МакКуин в фильме «Честная игра») |
| 1995   | 16-я      | • Джулия Суини (за роли Пэт Райли и Миа К. в фильмах «Эта кошмарная Пэт» и «Стюарт спасает свою семью») |
| 1996   | 17-я      | • Памела Андерсон (за роль Барбары «Барб Уайр» Копетски в фильме «Не называй меня малышкой») |
| 1996   | 17-я      | • анимационные модели Бивиса и Баттхеда (за роли Бивиса и Баттхеда в мультфильме «Бивис и Баттхед уделывают Америку») |
| 1996   | 17-я      | • Эллен Дедженерес (за роль Марты Элстон в фильме «Господин Ошибка») |
| 1996   | 17-я      | • Дженнифер Энистон, Лиза Кудроу, Мэтт Леблан и Дэвид Швиммер (за роли Рене Фитцпатрик, Линды, Джека «Доца» Купера и Тома Томпсона в фильмах «Только она единственная», «Мать», «Эд» и «Чужие похороны»; номинация объяснялась тем, что «актёрский состав „Друзей“ превратился в подражателей кинозвёзд») |
| 1996   | 17-я      | • Шэрон Стоун (за роли Николь Хорнер и Синди Лиггетт в фильмах «Дьяволицы» и «Последний танец»; номинация была присуждена за «серьёзность» актёрской игры Стоун) |
| 1997   | 18-я      | • Деннис Родман (за роль Яза в фильме «Колония») |
| 1997   | 18-я      | • анимационная модель анаконды (за роль Анаконды в одноимённом фильме) |
| 1997   | 18-я      | • Тори Спеллинг (за роль Лесли в фильме «Дом, где говорят «Да» и камео в фильме «Крик 2») |
| 1997   | 18-я      | • Говард Стерн (за камео в фильме «Части тела») |
| 1997   | 18-я      | • Крис Такер (за роли Руби Рода и Франклина Мориса Хатчетта в фильмах «Пятый элемент» и «Деньги решают всё») |
| 1998   | 19-я      | • Джо Эстерхаз (за камео в фильме «Гори, Голливуд, гори») |
| 1998   | 19-я      | • Джерри Спрингер (за роль Джерри Фаррелли в фильме «Телеведущий») |
| 1998   | 19-я      | • Дэвид Джойнер (за роль тираннозавра Барни в мультфильме «Невероятные приключения динозаврика Барни») |
| 1998   | 19-я      | • Кэррот Топ (за роль Эдисона в фильме «Глава правления») |
| 1998   | 19-я      | • Spice Girls (за камео-главную роль в фильме «Спайс Уорлд») |